# ユウジ・オクモト
ユウジ・ドン・オクモト（Yuji Don Okumoto、漢字：奥本 雄二、1959年4月20日 - ）は、アメリカ合衆国カリフォルニア州ロサンゼルス生まれの日系アメリカ人俳優。

## 来歴
1959年にロサンゼルスで生まれたオクモトは、グローマンズ・チャイニーズ・シアターからほど近いハリウッド高校を卒業し、カリフォルニア州立大学フラトン校へ進学する。大学在学時から演劇を学び始め、東洋系俳優劇団「イースト・ウェスト・プレイヤーズ」など、いくつかの舞台で活動する。映画デビューは、ヴァル・キルマー主演のコメディ映画『天才アカデミー』。その後もいくつかの映画に脇役として出演。
オクモトの知名度を一気に上げたのは、ラルフ・マッチオとパット・モリタ主演の青春映画『ベスト・キッド2』である。この映画では沖縄県にやって来た主人公の前に立ちはだかるギャング・リーダーのチョーゼンを嫌味たっぷりに演じている。
ジム・キャリー主演の『トゥルーマン・ショー』での、トゥルーマン・ショーの生放送を日本で見守る家族の一人や、マイケル・ダグラス主演の『ゲーム』での日航ホテルのフロントマネージャー、大作映画の『パール・ハーバー』での日本兵など、役柄は大きくないが様々な映画に顔を見せている。2008年にBBCが製作した関ヶ原の戦いのドキュメンタリードラマ『ウォリアーズ　歴史を動かした男たち (原題：Heroes and Villains: Shogun)』では、東映が全面協力した京都での撮影だったため、オクモトも来日して撮影に挑んだ。同作品ではオクモトの他にもジェームズ・サイトウやヒロ・カナガワなどの日系人俳優が多数出演している他、日本からは勝野洋も参加。オクモトは作中で井伊直政を演じている。
一瀬隆重が原案の日米合作映画『ヤクザVSマフィア』と『刺青 IREZUMI』では、石橋凌、仲村トオル、一色彩子らとの共演を果たしているほか、2010年のクリストファー・ノーラン監督の『インセプション』では、渡辺謙の部下を演じた。
『ベスト・キッド』シリーズの公式な続編として制作された配信ドラマ『コブラ会』のシーズン3以降ではチョーゼン役を再演、若い頃を反省し心を入れ替えて成長した姿で登場し主人公たちに協力する重要な役どころを演じた。

### 私生活
2001年にアンジーと結婚して2人の子供をもうけている。現在は、ワシントン州シアトルに住んでおり、ハワイをモチーフにしたレストラン「コナ・キッチン(Kona Kitchen)」を経営している。

## 出演作品

### 映画
| 公開年 | 邦題 原題                                                                | 役名                           | 備考           |
| ------ | ------------------------------------------------------------------------ | ------------------------------ | -------------- |
| 1985   | 天才アカデミー Real Genius                                               | フェントン                     |                |
| 1985   | やぶれかぶれ一発勝負!! Better Off Dead                                   | Yee Sook Ree                   |                |
| 1986   | ベスト・キッド2 The Karate Kid, Part II                                  | 渡口チョウゼン                 |                |
| 1988   | アロハ・サマー Aloha Summer                                              | ケンゾー・コニシ               |                |
| 1989   | トゥルー・ビリーヴァー/はぐれ弁護士の執念 The Believer                   | シュー・カイ・キム             |                |
| 1990   | 楽園の殺人者 Murder in Paradise                                          |                                | テレビ映画     |
| 1992   | ネメシス Nemesis                                                         | ヨシロー・ハン                 |                |
| 1993   | 地球最終戦争ロボット・ウォーズ Robot Wars                                | チョウ・シン                   |                |
| 1993   | ワイルド・スマッシャー Brain Smasher... A Love Story                     | ウー                           | ビデオ映画     |
| 1993   | ヤクザVSマフィア American Yakuza                                         | カズオ                         |                |
| 1994   | ヒューマン・ターゲット Bloodfist V: Human Target                         | トミー                         | ビデオ映画     |
| 1994   | 刺青 IREZUMI Blue Tiger                                                  | サカガミ警部補                 |                |
| 1994   | レッド・サン・ライジング Red Sun Rising                                  | ユウジ                         |                |
| 1995   | 潜入捜査官 Hard Justice                                                  | ジミー・ウォン                 | ビデオ映画     |
| 1997   | ブラスト/沈黙のテロリスト Blast                                          | FBI捜査官                      |                |
| 1997   | ワイルド・ガン Mean Guns                                                 | ホス                           |                |
| 1997   | コンタクト Contact                                                       | 電気技師                       |                |
| 1997   | ゲーム The Game                                                          | ニッコーホテルのマネージャー   |                |
| 1998   | トゥルーマン・ショー Trueman Show                                        | 日本人家族                     |                |
| 1999   | 雪のビッグ・ウェーブ Johnny Tsunami                                      | ピート                         | テレビ映画     |
| 1999   | フォートレス2 Fortress 2                                                 | サトー                         |                |
| 2000   | ラスト・ソルジャー Guilty as Charged                                     | デイヴィス                     | テレビ映画     |
| 2000   | リメンバー・エイプリル I'll Remember April                               | マツオ                         |                |
| 2001   | パール・ハーバー Pearl Harbor                                            | 日本兵（パイロット）           |                |
| 2001   | 沈黙のテロリスト Ticker                                                  | 領事                           |                |
| 2005   | クロウ -真・飛翔伝説- The Crow: Wicked Prayer                            | Pestilence                     |                |
| 2006   | ビッグママ・ハウス2 Big Momma's House 2                                  | パーソンズ                     |                |
| 2006   | ザ・ブレイブ・ウォー 第442部隊 Only the Brave                            | ユキオ・ナカジョー             |                |
| 2007   | ジョニー・カパハラ 究極のビッグ・ウェーブ Johnny Kapahala: Back on Board | ピート                         | テレビ映画     |
| 2010   | インセプション Inception                                                 | サイトーの部下                 |                |
| 2016   | ReLOAD リロード Beta Test                                                | ザ・サージョン（ゼインの部下） | 日本劇場未公開 |
| 2018   | ジョン・デロリアン Driven                                                | ロバート・タカスギ判事         |                |

### テレビシリーズ
| 放映年 | 邦題 原題                                                     | 役名                 | 備考        |
| ------ | ------------------------------------------------------------- | -------------------- | ----------- |
| 1986   | パトカーアダム30 T.J.Hooker                                   | ハウイ・カラヌマ     | 1エピソード |
| 1987   | サイモン&サイモン Simon & Simon                               | マサキ               | 1エピソード |
| 1988   | 刑事ハンター Hunter                                           | ジミー               | 1エピソード |
| 1990   | ミッドナイトDJ Midnight Caller                                | リー・ミン           | 1エピソード |
| 1991   | アメリカン・プレイハウス American Playhouse                   | 黒田哲郎             | 1エピソード |
| 1995   | 新スーパーマン Lois & Clark: The New Adventures of Superman   | チェン・チョウ       | 1エピソード |
| 1995   | ジェシカおばさんの事件簿 Murder, She Wrote                    | キム                 | 1エピソード |
| 1996   | 炎のテキサス・レンジャー Walker, Texas Ranger                 | チャン               | 1エピソード |
| 1998   | 犯罪捜査官ネイビーファイル JAG                                | ジロー・キタムラ     | 1エピソード |
| 2000   | マーシャル・ロー Martial Law                                  | Mr. Strinc           | 1エピソード |
| 2001   | V.I.P. V.I.P.                                                 | モートン             | 1エピソード |
| 2007   | ザ・ユニット 米軍極秘部隊 The Unit                            | ミスター・マイケルズ | 1エピソード |
| 2008   | ウォリアーズ 歴史を動かした男たち Heroes and Villains: Shogun | 井伊直政             | 1エピソード |
| 2009   | BONES Bones                                                   | ブルース・タケドー   | 1エピソード |
| 2011   | NCIS:LA 〜極秘潜入捜査班 NCIS: Los Angeles                    | アキオ・タナカ       | 1エピソード |
| 2012   | メンタリスト The Mentalist                                    | ミスター・リウ       | 1エピソード |
| 2013   | GRIMM/グリム Grimm                                            | ギャフェン保安官     | 1エピソード |
| 2014   | Zネーション Z Nation                                          | バーント             | 1エピソード |
| 2018   | New Girl / ダサかわ女子と三銃士 New Girl                      | ドクター・ユキムラ   | 1エピソード |

### 声の出演
- 3×3 EYES（英語版吹替え、1991）
- 3×3EYES 〜聖魔伝説〜（英語版吹替え、1995）
- スーパーマン Superman (1996)

### ビデオゲーム
- Johnny Mnemonic: The Interactive Action Movie (1995)
- Throne of Darkness (2001)

### 配信ドラマシリーズ
| 放映年 | 邦題 原題          | 役名           | 備考                                          |
| ------ | ------------------ | -------------- | --------------------------------------------- |
| 2021-  | コブラ会 Cobra Kai | 渡口チョウゼン | ゲスト:シーズン3、シーズン4 メイン:シーズン 5 |